# Idioma nicoleño
El idioma nicoleño es una lengua uto-azteca hablada hasta el siglo XIX en la Isla de San Nicolás frente a la costa de California. Su última hablante fue la indígena Juana María, fallecida en 1853, cuya historia inspiró el libro Island of the Blue Dolphins (1960). 

## Vocabulario y textos
Los únicos restos existentes del nicoleño incluyen solo cuatro palabras y dos canciones que se le atribuyen a Juana María. Las transcripciones de las palabras y las canciones fueron compiladas por personas que no hablaban la lengua, ya que los relatos contemporáneos son claros en cuanto a que no se pudo encontrar a nadie que pudiera entender a Juana María. Las cuatro palabras nicoleñas que se tradujeron fueron tocah 'piel de animal'; nache 'hombre'; toygwah 'cielo' y puoochay 'cuerpo'.

## Clasificación
Basándose en la limitada evidencia, Alfred L. Kroeber en 1907 lo identificó como una lengua emparentada con las "lenguas shoshoni" – un término obsoleto para las lenguas uto-aztecas septentrionales – y lo asoció con las lenguas tákicas que incluyen el tongva (Gabrieleño), hablado en la Isla Santa Catalina y la costa adyacente, y el luiseño, hablado más al sur. La mayoría de los lingüistas posteriores han seguido las conclusiones de Kroeber.
En el año 2000, la lingüista Pamela Munro argumentó que el nicoleño formaba parte del subgrupo cupano de lenguas tákicas, y que no era muy similar al tongva. De acuerdo con el análisis de Munro, el nicoleño tenía similitudes tanto con el luiseño-juaneño y el cupeño-cahuilla, ambos de la rama cupana, y posiblemente representaba una tercera rama distinta.